# Schall-Riaucour

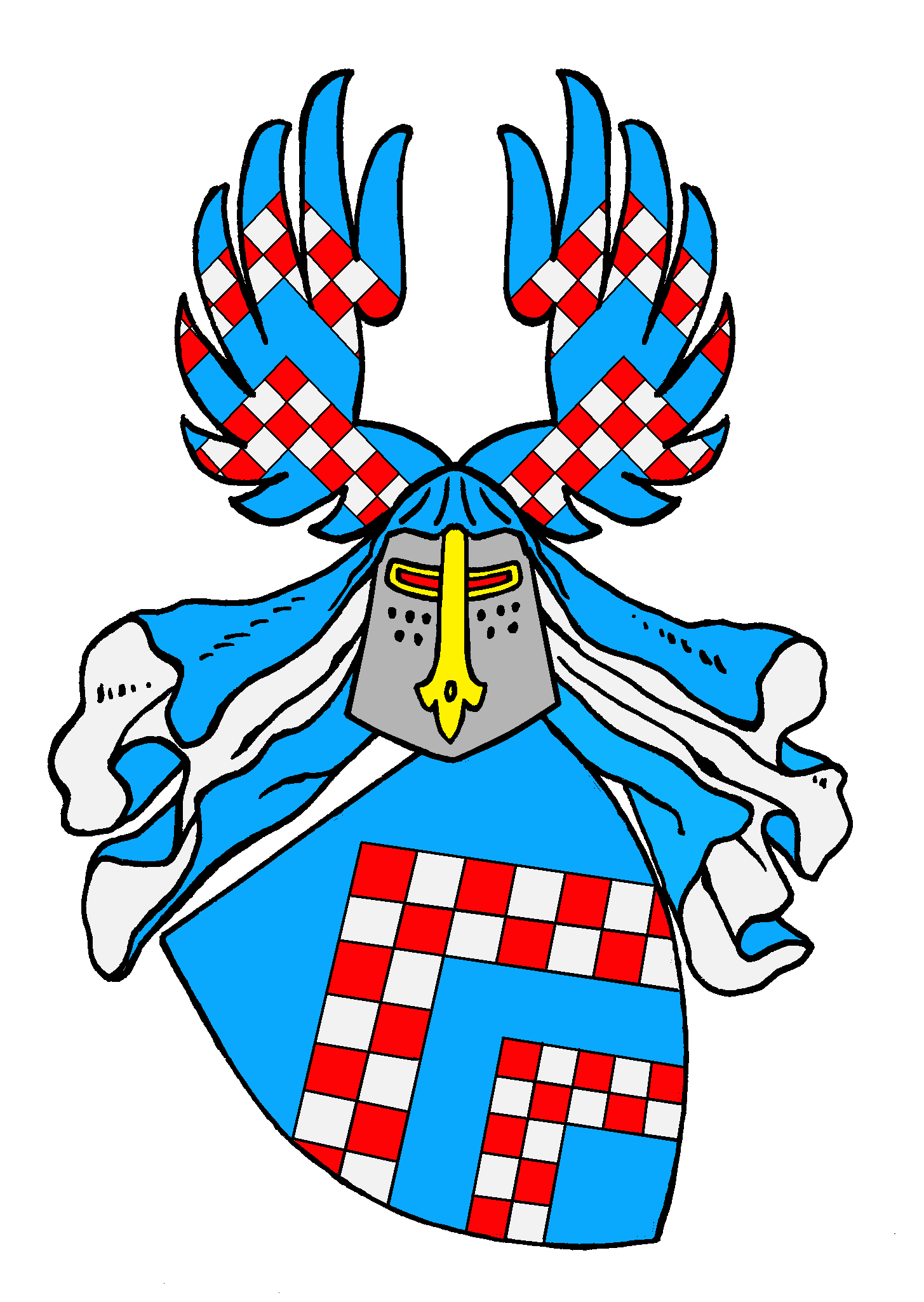
Stammwappen der Schall

Schall-Riaucour ist der Name einer gräflichen Familie aus dem Rheinland, einem Kölner Uradelsgeschlecht, das sich ursprünglich Schall, dann Schall von Horbell bzw. Schall von Bell nannte. Im 18. Jahrhundert erbten die Schall umfangreichen Besitz des Grafen von Riaucour in der Oberlausitz. Zwischen 1728 und 1794 stand die Familie im Besitz der niederländischen Grafschaft Megen.

## Geschichte

Gut Horbell in Köln-Marsdorf, nachdem sich die Schall seit dem 13. Jahrhundert Schall von Bell nannten

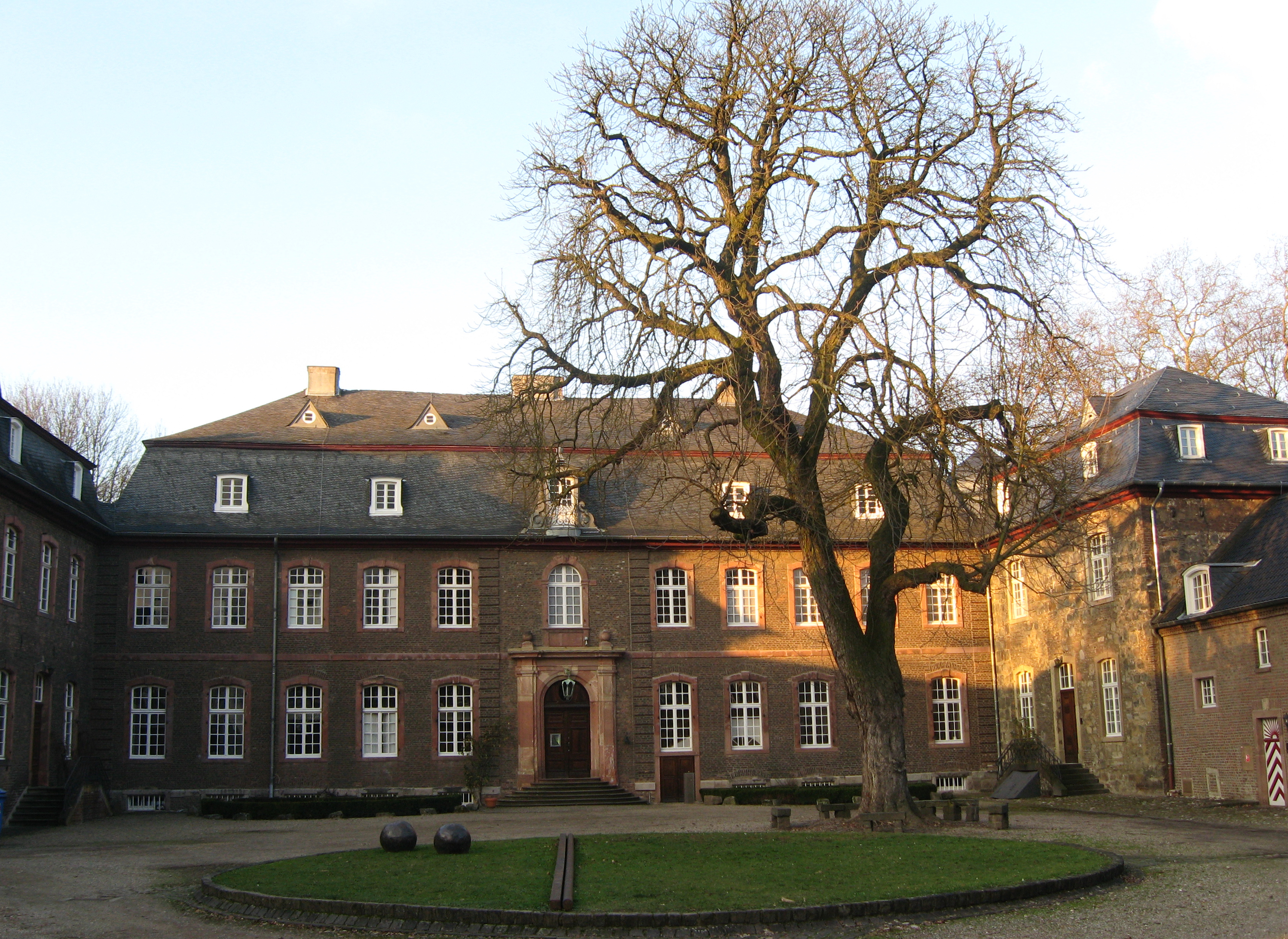
Schloss Wahn, Besitz des ersten Grafen Schall von Bell

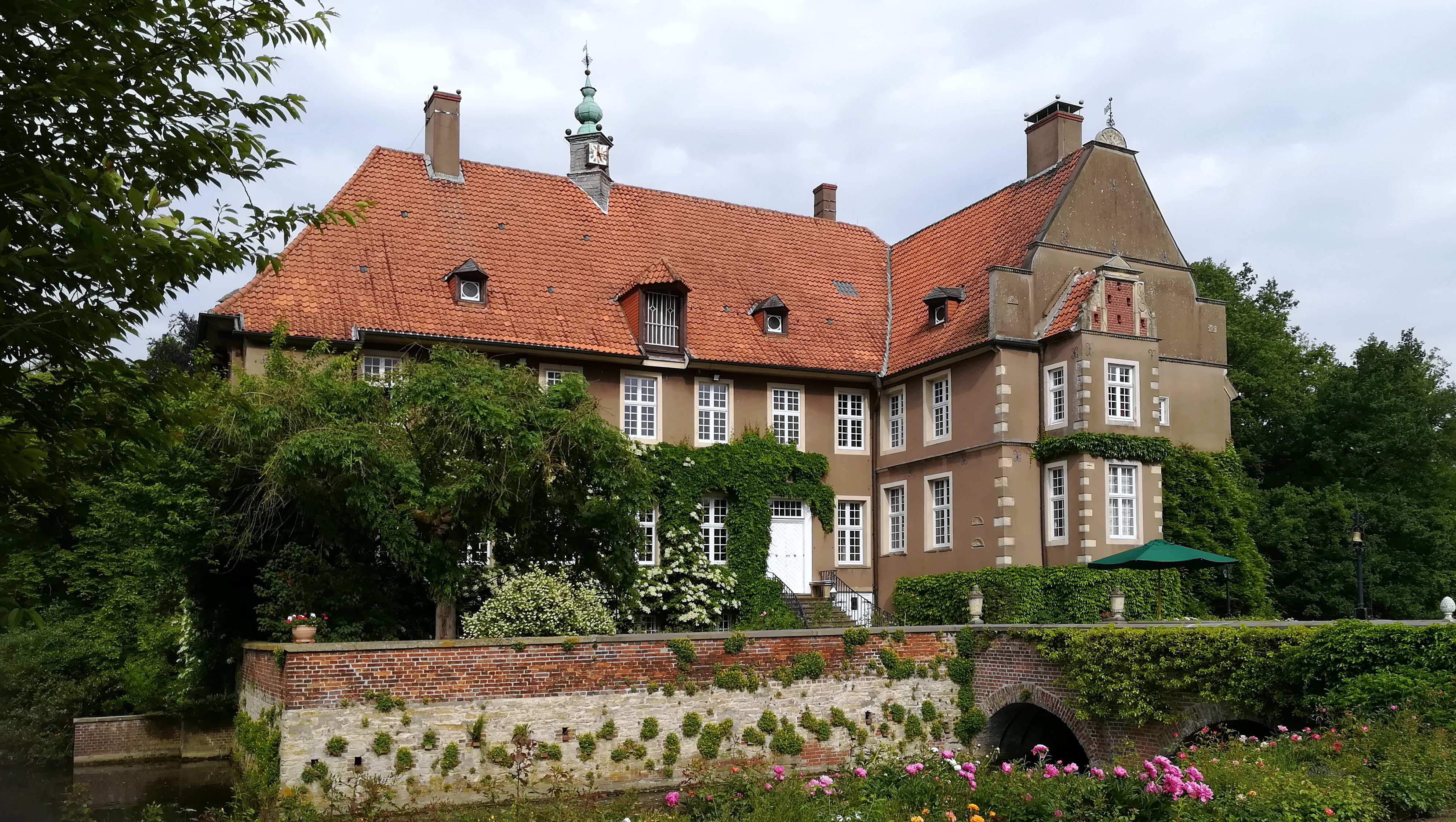
Haus Vorhelm

Das Geschlecht ist nach den Raitz von Frentz die zweitälteste noch bestehende Familie des Kölner Patriziats, die mit dem Patrizier Rupert Schall (Schallo, Schallin) am Neumarkt in Köln (urkundlich um 1150 bis 1200) erstmals nachweisbar ist. Durch die vor 1282 erfolgte Vermählung des in Sinsteden und Horbell bei Köln begüterten Albert Schall mit der Edlen Christine von Holte verschwägerten sich die Schall dynastisch. Sohn Johannes (* um 1246; † vor 1291) war mit Engilradis, einer Tochter des Kölner Patriziers Gottschalk Overstolz verheiratet. Die sichere Stammreihe beginnt mit dem Ritter Heinrich Schall von Horbell, urkundlich 1350 bis 1361, 1381 tot, der in Horbell begütert war.
Johann, † vor 1503, auf Bell und Lüftelberg bei Köln, war mit Margaretha, Tochter des Daniel von Aldenrath auf Vochem, verheiratet. Beider Enkel Wilhelm wird 1550 in Nachfolge seines Vaters Heinrich mit Mülheim und mit Flerzheim belehnt.
Max Damian Schall von Bell (* 1681; † 1741), auf Mülheim, tritt urkundlich als Freiherr auf. 1728 gelangte er in Besitz der niederländischen Grafschaft Megen. Sein Sohn war Ferdinand Graf Schall von Bell, † 1783, der 1745 als kurfürstlich pfälzischer Wirklicher Geheimer Rat und bergischer Landhofmeister den Reichs- und bayerischen Grafenstand erhalten hatte. Er war Gutsbesitzer von Wahn, Haaren, Machacen und Schönrath.
1777 heiratete Ferdinands Sohn Karl Theodor Graf Schall von Bell (* 1747; † 1832), kurpfälzischer Gesandter am kursächsischen Hof, die Tochter des Grafen Andreas von Riaucour, des königlich polnisch-kursächsischen Gesandten am kurpfälzischen Hof, späteren Konferenzministers. Nach einer Erbregelung aus dem Jahre 1770, die 1794 in Kraft trat, nennen sich die Familienmitglieder Graf bzw. Gräfin Schall-Riaucour. Durch diese Heirat mit Henriette Gräfin von Riaucour (* 1760; † 1831) kamen die Schall von Bell in die Oberlausitz (Gut Gaußig mit Rodewitz/Spree und Rittergut Putzkau). Karl verlor die Grafschaft Megen 1794 an Frankreich. Nach dem Zweiten Weltkrieg wurde die Familie in ein Sammellager auf Rügen deportiert, die Güter wurden 1945 enteignet. Die Mitglieder der Familie siedelten nach Bayern und in das Rheinland über.
1974 kam im Erbgang Haus Vorhelm in Westfalen von den Grafen Droste zu Vischering an die Grafen Schall-Riaucour.

## Wappen
- Das Stammwappen zeigt in Blau zwei von Rot und Silber in zwei Reihen gerautete Sparren. Auf dem Helm mit blau-silbernen Decken ein offener, wie der Schild bezeichneter Flug.

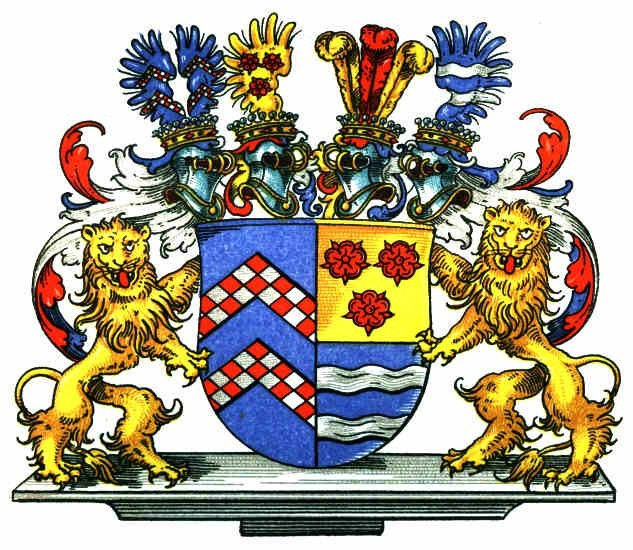
Wappen der Grafen Schall-Riaucour

- Der Hauptschild des Grafenwappens Schall-Riaucour ist gespalten; vorne in Blau zwei von Rot und Silber in zwei Reihen geschachte Sparren (Stammwappen Schall von Bell); hinten das Wappen der Grafen von Riaucour, es zeigt im zweigeteilten Feld oben drei (2:1) rote Rosen auf goldenem Grund und unten zwei silberne Querströme auf blauem Grund; auf dem Schild ruhen vier Helme, auf dem rechten mit blau-silbernen Decken ein wie die vordere Schildhälfte bezeichneter offener Adlerflug (Schall von Bell), auf dem zweiten Helm mit rot-goldenen Decken ein mit drei roten Rosen belegter goldener Adlerflügel, auf dem dritten mit rechts rot-goldenen, links blau-silbernen Decken drei (golden, rot, golden) Straußenfedern, auf dem linken mit blau-silbernen Decken ein mit zwei silbernen Querströmen belegter blauer Flügel (alle drei Helme von den Grafen von Riaucour). Schildhalter sind zwei goldene Löwen auf einer breiten, hellen Marmorkonsole.

## Vertreter
- Philipp Schall von Bell, 1558–1560 Landmarschall des Deutschen Ordens in Livland
- Gertrud Schall von Bell (1552–1614), seit 1576 verheiratet mit Johann Jakob von Breidbach, nach dessen Tod Herrin von Bürresheim und als solche Betreiberin von Hexenprozessen in ihrem Territorium[1]
- Adam Schall von Bell (1592–1666), Jesuiten-Missionar, Astronom und Mandarin am Hof des Kaisers von China zur Zeit der ausgehenden Ming- und der beginnenden Mandschu-Dynastie.
- Ferdinand Friedrich Graf Schall von Bell war Landhofmeister des Herzogs von Berg, Karl Theodor von der Pfalz. Mit ihm in Verbindung steht der Umbau von Schloss Wahn bei Köln in den 1750er Jahren.
- Heidemarie Gräfin Schall-Riaucour, Verfasserin einer Biographie über Franz Halder, 1972
- Maria Bertha Gräfin Schall-Riaucour (1916–1982), Schwiegermutter von Heinrich Siedentopf

## Besitz
Die Familie war bzw. ist Besitzer folgender Güter:
- Burg Gleuel  1550–1630
- Gut Horbell (vor 1550–1591) und gegenüber: Bell (1. Hälfte des 17. Jh. vereinigt) in Köln-Marsdorf (bis 1975)

- Grafschaft Megen (1728–1794)

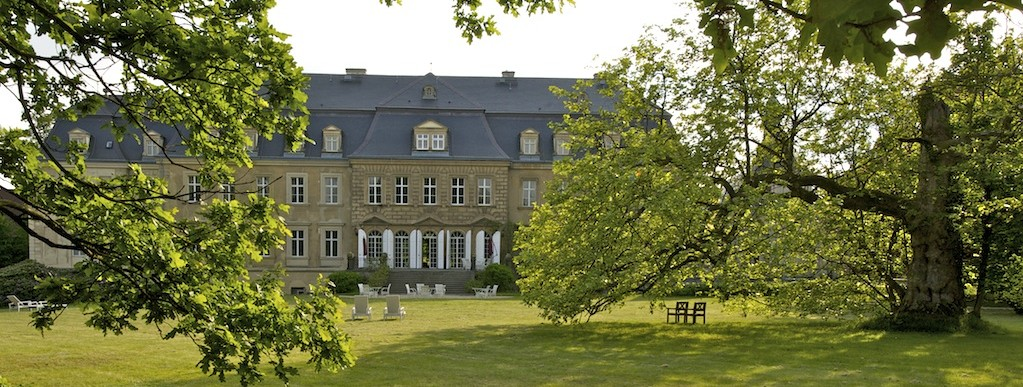
Schloss Gaußig

- Schloss Gaußig, Oberlausitz: 1766 durch Peter von Riaucour erworben, über seine Tochter Henriette Gräfin von Schall-Riaucour bis zur Enteignung 1945 im Besitz der Familie, ebenso das 1751 erworbene Gut Putzkau.
- Burg Dauchstein bei Binau am Neckar – um 1770 Besitzübergang von Riaucour zu Schall-Riaucour
- Haus Vorhelm, Westfalen, seit 1974